# Lake Lure
Lake Lure – miasto w Stanach Zjednoczonych, w stanie Karolina Północna, w hrabstwie Rutherford.